# Иван Попиванов
Вижте пояснителната страница за други личности с името Иван Попиванов.
Иван Ганчев Попиванов е български литературовед, професор, доктор на филологическите науки.

## Биография
Иван Попиванов е роден на 30 ноември 1927 г. в Кермен.
Завършва гимназия в Ямбол (1946) и българска филология в СУ „Св. Климент Охридски“ (1950). След дипломирането си учителства в Ямбол (1955 – 1959) и работи като редактор във в. „Народен другар“ в Ямбол. Асистент (1959), доцент (1972) и професор (1982) в катедрата по теория на литературата в СУ.
Защитава кандидатска дисертация на тема „Основни проблеми на реалистичната литературна композиция“ (1967) и докторска дисертация на тема „Аспекти на трагикомичното в литературата“ (1979).
Лектор по български език и литература в Будапеща (1963 – 1965). Редактор в списание „Пламък“ (1967 – 1970) и вестник „Литературен фронт“ (1971). Секретар по въпросите на критиката в Съюза на българските писатели (1983 – 1989).

## Отличия
- Носител на Почетния знак „Св. Климент Охридски“ със синя лента.

## Книги
- „Принципи на литературната композиция“. 1964.
- „Орлин Василев. Литературно-критически очерк“. 1965.
- „Христо Ясенов. Очерк“. 1968.
- „Захари Стоянов“. 1969.
- „Творчески принципи“. 1969.
- „Светоглед, идейност, творчество“. 1970.
- „Проблеми на литературния жанр“. 1972.
- „Въпроси на литературната теория“. 1973.
- „Любен Каравелов“. 1975.
- „Патос и творчески подход“. 1975.
- „Аспекти и образи“. 1977.
- „Трагикомичното в литературата“. 1978.
- „С величието на труда“. 1980.
- „Същност и структура на литературната творба“. 1980.
- „Ескизи и портрети“. 1981.
- „Творчески устреми“. 1981.
- „Жанр и жанрова специфика“. 1984.
- „Литературна теория“. 1984.
- „Съвременната поезия. Естетически насоки“. 1986.
- „Теория на литературната творба“. 1987.
- „Светъл като песен. Художествено-документален „роман“ за Христо Ясенов“. 1987.